# بيدرو مارتين (لاعب اتحاد الرغبي)
بيدرو مارتين (بالإسبانية: Pedro Martín)‏ هو لاعب اتحاد الرغبي إسباني، ولد في 29 مارس 1987 في بلد الوليد في إسبانيا.

## وصلات خارجية
- بيدرو مارتين عل موقع إسبنسكروم (الإنجليزية)
- بيدرو مارتين على موقع ItsRugby.co.uk (الإنجليزية)